# Нур-Девлет
Нур-Девле́т (крим. Nur Devlet, نور دولت; нар. ? — пом. 1503) — державний, політичний і військовий діяч.
Кримський хан (1466–1467, 1467–1469, 1475–1476, 1477—1478), Касимовський хан (1486–1498) з династії Ґераїв. Другий син Хаджі I Ґерая, засновника Кримського ханства.

## Біографія
Після смерті батька в 1466 р. успадкував кримський трон як старший син, але наразився на опір свого молодшого брата Менґлі, який в 1467 р. зумів ненадовго захопити престол у Кирк-Орі. Повернувшись в тому ж році до влади, Нур Девлет спробував примиритися з ханом Золотої Орди, попросивши у нього формального підтвердження своїх повноважень як правителя Криму, що йшло всупереч із курсом Хаджі Ґерая на незалежність ханства.
Здобув підтримку у Кракові. 17 вересня 1467 посол Польського Королівства Альберт Боровський уклав з Нур-Девлетом у Кирк-Орі мир.
На самому початку 1469 р. був усунений від влади Менґлі I Ґераєм, що спирався на підтримку знатних кримських родів. Як почесний арештант поселений у фортеці Кафа, де на нього було зроблено замах. З 1471 р. жив у фортеці Солдайя.
Саме звільнення Нур-Девлета було формальною підставою нападу на Крим в 1475 році флоту Османської імперії на чолі з великим візиром Гедик Ахмед-пашею. Звільнений з-під арешту під час узяття Солдайї османами в 1475 р. Зробив спробу повернутися на трон, але через вторгнення військ Великої Орди був змушений покинути Крим і шукати притулки у польського короля, який поселив Нур Девлета у Києві. В Криму трон посів Джанібек з Астраханських Тукатимуридів. 1477 року повалив останнього, але 1478 року був позбавлений трону Менглі I Гераєм. Знову втік до Києва.
Восени 1479 р. разом з братом Айдером переїхав з Києва до Московії, де отримав в управління Касимов. Як полководець допомагав московським військам у військових кампаніях проти Великої Орди. Менґлі I Ґерай бажав повернути брата до Криму, але переговори про це з московським правителем виявилися безрезультатними.
Помер у Касимові в 1503 р.